# Walk in Loset
Walk in Loset è il centoquindicesimo album in studio del chitarrista statunitense Buckethead, pubblicato l'11 ottobre 2014 dalla Hatboxghost Music.
Si tratta dell'ottantacinquesimo disco appartenente alla serie "Buckethead Pikes".

## Tracce
Musiche di Buckethead.
1. Glass Eye – 8:53
2. Long to Wave – 10:14
3. Walk in Loset – 10:09

## Formazione
- Buckethead – chitarra, basso, programmazione